# Australia en los Juegos Olímpicos de Berlín 1936
Australia estuvo representada en los Juegos Olímpicos de Berlín 1936 por un total de 32 deportistas que compitieron en 7 deportes.  
El portador de la bandera en la ceremonia de apertura fue el ciclista Edgar Gray.

## Medallistas
El equipo olímpico australiano obtuvo las siguientes medallas:
| Nombre        | Deporte   | Competición    |
| ------------- | --------- | -------------- |
| Oro           |           |                |
| —             |           |                |
| Plata         |           |                |
| —             |           |                |
| Bronce        |           |                |
| Jack Metcalfe | Atletismo | Triple salto M |